# Asia Bridge
Asia Bridge ist ein deutschsprachiges Wirtschaftsmagazin, das in Deutschland von der MBM Martin Brückner Medien GmbH in Frankfurt am Main herausgegeben wird. 2009 wurde die Zeitschrift mit dem Magazin Aktuell Asia vereinigt.
Gedruckt und verbreitet wird Asia Bridge sowohl in Asien als auch in Deutschland. Die Inhalte richten sich an deutschsprachige Geschäftsleute in Asien, respektive an Asien interessierte Geschäftsleute im deutschsprachigen Europa.

## Geschichte
Aktuell Asia wurde bereits im Juli 2005 gegründet und ging aus den deutschsprachigen Magazinen Phuket aktuell (Juni 1996) und Bangkok aktuell (Dezember 1996) hervor. 1999 erschien dann die erste Ausgabe Thailand aktuell als Wirtschaftsmagazin. 2003 kam Aktuell Singapur dazu und 2004 Aktuell China. Im Juli 2005 wurden die drei Zeitschriften unter dem Titel Aktuell Asia zusammengefasst. Asia Bridge ist zur Jahresmitte 2009 mit ihrem Schwestertitel Aktuell Asia vereinigt geworden. Das Magazin behandelt hauptsächlich tiefergehende Artikel zum Thema Wirtschaft und Politik in Asien.

## Erscheinungsweise
Das Magazin erscheint zehnmal jährlich in einer Druckauflage von 4045 Stück und einer verbreiteten Auflage von 7060 Exemplaren. Die Reichweite wird mit über 33.000 Lesern angegeben. (Stand 2015)

## Verbreitungsgebiet
Airlines und Lounges 8 %; Handelskammern, Botschaften 12 %; Messen, Ausstellungen, Veranstaltungen 2 %; Direktversand 75 %; Sonstige Verteilung 3 %
Exemplare finden sich auch teilweise an Bord der First und Business Class in renommierten Airlines wie Lufthansa, Thai Airways, Air China, Swiss und SAS auf den Strecken von und nach Asien.